# Mărtinești
Mărtinești (en hongrois : Martinesd, en allemand : Martensdorf) est une commune du Județ de Hunedoara en Transylvanie, (Roumanie).